# Опера и театар Мадленијанум
Опера и театар Мадленианум (често стилизовано као Madlenianum) је прва приватна оперска и позоришна кућа у Србији и југоисточној Европи. Основала га је госпођа Мадлена Цептер, супруга Филипа Цептера. Име Мадленианум потиче од имена оснивачице. Налази се у старом градском језгру Земуна, у градској општини Земун, Београд.

## Историја
Опера и театар Мадленианум основан је 25. децембра 1997. године, а зграда је отворена за јавност првом премијером 26. јануара 1999. године. Том приликом изведена је опера Доменика Чимарозе "Тајни брак". Мадленијанум је смештен у згради која је претходно била друга сцена Народног позоришта у Београду у Земуну (некадашње Земунско позориште).
Након оснивања, уследио је период темељне реконструкције и доградње зграде, који је трајао у неколико фаза. Потпуно реновирано, проширено и концептуално обогаћено здање, са модерном сценском техником, отворило је своја врата за јавност 19. априла 2005. године. Зграда се налази у старом градском језгру Земуна, које представља просторно културно-историјску целину од изузетног значаја.
Мадленианум је замишљен као оперска кућа, али је временом проширио свој репертоар и на друге сценске форме, па се данас у позоришту приказују опере, мјузикли, балетске представе, концерти, као и драмски програм.

## Уметнички профил и значај
Као прва приватна опера и театар на овим просторима, Мадленианум је унео новине на српску културну сцену. Одликује га висок ниво продукције, ангажовање признатих домаћих и страних уметника, као и тежња ка иновативним приступима у интерпретацији класичних дела и представљању савременог стваралаштва. Позориште је познато по својим музичким продукцијама, посебно операма и мјузиклима, али негује и драмски и балетски репертоар. Значајно доприноси културној понуди Београда и Србије, привлачећи широку публику.

## Продукције
| Жанр                | Назив                            | Аутор / Драматург                       | Композитор                    | Редитељ / Кореограф                         | Премијера |
| ------------------- | -------------------------------- | --------------------------------------- | ----------------------------- | ------------------------------------------- | --------- |
| Опера               | Тајни брак                       | Доменико Чимароза                       |                               |                                             | 1999.     |
| Балет               | Орфеј у подземљу                 |                                         | Крунислав Симић               |                                             | 1999.     |
| Опера               | Насиље над Лукрецијом            |                                         | Бенџамин Бритн                |                                             | 1999.     |
| Опера               | Сињор Брускино                   |                                         | Ђоакино Росини                |                                             | 2000.     |
| Опера               | Мудрица                          |                                         | Карл Орф                      |                                             | 2000.     |
| Опера               | Две удовице                      |                                         | Беджих Сметана                |                                             | 2001.     |
| Балет               | Нижински - Златна птица          |                                         |                               | Гордан Драговић                             | 2001.     |
| Опера               | Тако чине све                    |                                         | Волфганг Амадеус Моцарт       |                                             | 2002.     |
| Балет               | Liederabend                      |                                         | Густав Малер                  |                                             | 2002.     |
| Балет               | Триптих                          |                                         |                               | Рамон Уље                                   | 2004.     |
| Драма               | Тесла                            |                                         | Милош Црњански                |                                             | 2005.     |
| Драма               |                                  | Ледени свитац                           |                               | Владан Радоман                              | 2005.     |
| Oпера               | Хофманове приче                  | Жак Офенбах                             |                               |                                             | 2005.     |
| Драма               | Дон Кихот                        | Мигел Сервантес-Михаил Булгаков         |                               |                                             | 2005.     |
| Драма               | Фрида Кало                       | Сања Домазет                            |                               |                                             | 2006.     |
| Опера               | Травијата                        |                                         | Ђузепе Верди                  |                                             | 2006.     |
| Балет               | Волфганг Амаде                   |                                         | Ренато Занела                 |                                             | 2006.     |
| Драма               | Прометеј у оковима               | Есхил                                   |                               |                                             | 2006.     |
| Драма               | Квартет                          | Роналд Харвуд                           |                               |                                             | 2006.     |
| Драма               | Бурлеска о Грку                  | Андреј Хинг                             |                               |                                             | 2007.     |
| Опера               | Мадам Батерфлај                  |                                         | Ђакомо Пучини                 |                                             | 2007.     |
| Мјузикл             | Јадници                          | Alain Boublil и Claude-Michel Schönberg |                               |                                             | 2007.     |
| Драма               | Коста                            | Коста Бунушевац                         |                               |                                             | 2008.     |
| Драма               | Осликано ињем                    | Мирослав Бенка                          |                               |                                             | 2008.     |
| Драма               | Дама из Максима                  | Жорж Фејдо                              |                               |                                             | 2008.     |
| Опера               | Дневник Ане Франк                |                                         | Григориј Фрид                 |                                             | 2008.     |
| Драма               | Ожалошћена породица              | Бранислав Нушић                         |                               |                                             | 2008.     |
| Опера               | Телефон/Медијум                  |                                         | Ђанкарло Меноти               |                                             | 2009.     |
| Драма               | Мирис кише на Балкану            | Гордана Куић                            |                               |                                             | 2009.     |
| Драма               | Мачка на усијаном лименом крову  | Тенеси Вилијамс                         |                               |                                             | 2009.     |
| Опера               | Мандрагола                       |                                         | Иван Јевтић                   |                                             | 2009.     |
| Драма               | Чекај ме на небу љубави моја     | Фернандо Арабал                         |                               |                                             | 2010.     |
| Опера               | Рита                             |                                         | Гаетано Доницети              |                                             | 2010.     |
| Опера               | Анжелика                         |                                         | Жак Ибер                      |                                             | 2010.     |
| Драма               | Михољско лето                    | Иван Сергејевич Тургењев                |                               |                                             | 2010.     |
| Драма               | Доручак код Тифанија             | Труман Капот                            |                               |                                             | 2011.     |
| Балет               | Празник љубави                   |                                         |                               | Александар Саша Илић                        | 2011.     |
| Опера               | Пајаци                           |                                         | Руђеро Леонкавало             |                                             | 2011.     |
| Балет               | Северна бајка                    |                                         |                               | Сташа Зуровац                               | 2011.     |
| Драма               | Тајна Грете Гарбо                | Миро Гавран                             |                               |                                             | 2012.     |
| Балет               | Два српска балета                |                                         |                               | Александар Саша Илић                        | 2012.     |
| Мјузикл             | Ребека                           |                                         | Силвестер Левај               |                                             | 2012.     |
| Опера               | Коприва, коприва                 |                                         | Милан Т. Илић                 |                                             | 2013.     |
| Опера               | Чаробна фрула                    | Емануел Шиканедер / Тадија Милетић      | Волфганг Амадеус Моцарт       | Ана Радивојевић Здравковић                  | 2013.     |
| Драма               | Пјеро месечар / Ленц             |                                         | Арнолд Шенберг / Георг Бихнер |                                             | 2013.     |
| Драма               | Плави анђео                      |                                         | Бранислав Пиповић             |                                             | 2013.     |
| Драма               | Миланковић                       | Василија Антонијевић                    |                               |                                             | 2013.     |
| Опера               | Љубавни напитак                  | Феличе Романи / Тадија Милетић          | Гаетано Доницети              | Тадија Милетић                              | 2014.     |
| Драма               | Ана Карењина                     |                                         | Лав Николајевич Толстој       |                                             | 2014.     |
| Опера               | Крунисање Попеје                 |                                         | Клаудио Монтеверди            |                                             | 2014.     |
| Оперета             | Бечка крв                        |                                         | Јохан Штраус млађи            |                                             | 2014.     |
| Драма               | И коње убијају, зар не?          | Хорас Мекој                             |                               |                                             | 2014.     |
| Мјузикл             | Мале тајне                       |                                         |                               | Горан Марковић                              | 2015.     |
| Драма               | Кројцерова соната                | Лав Николајевич Толстој                 |                               |                                             | 2015.     |
| Опера               | Орландо                          |                                         | Георг Фридрих Хендл           |                                             | 2015.     |
| Драма               | Милош Црњански                   | С. Миловановић, И. Вујић, М. Латиновић  |                               |                                             | 2015.     |
| Драма               | Лолита                           | Владимир Набоков                        |                               |                                             | 2015.     |
| Балет               | Крвава свадба / Болеро           |                                         |                               | Крунислав Симић                             | 2015.     |
| Драма               | Велики Гетсби                    | Френсис Скот Фрицџералд                 |                               |                                             | 2015.     |
| Драма               | Казанова против Дон Жуана        | Миодраг Илић                            |                               |                                             | 2015.     |
| Балет               | Balkan Dance Project Vol. 2      |                                         | А. Илић, Н. Ивањец, И. Киров  |                                             | 2016.     |
| Опера               | Сутон                            |                                         | Стеван К. Христић             |                                             | 2016.     |
| Драма               | Твоја рука у мојој               | Керол Рокамора                          |                               |                                             | 2017.     |
| Мјузикл             | Љубав и мода                     |                                         | Сташа Копривица               |                                             | 2017.     |
| Драма               | Сенка - Еуридика говори          | Елфриде Јелинек                         |                               |                                             | 2017.     |
| Драма               | Жанка                            | Миодраг Илић                            |                               |                                             | 2017.     |
| Опера               | Орфеј                            |                                         | Клаудио Монтеверди            |                                             | 2017.     |
| Опера               | Дон Ђовани                       |                                         | Волфганг Амадеус Моцарт       |                                             | 2017.     |
| Драма               | Митровдан                        | Братислав Петковић                      |                               |                                             | 2018.     |
| Балет               | Хазарски речник - Ловци на снове |                                         |                               | Милорад Павић                               | 2018.     |
| Драма / Опера       | Присутност                       | Музичко драмски студио Мадленијанум     |                               | Тадија Милетић / Ана Радивојевић Здравковић | 2018.     |
| Драма               | Долче вита                       | Јелена Палигорић Синкевић               |                               |                                             | 2018.     |
| Драма               | Коферче                          | Јуриј Пољаков                           |                               |                                             | 2019.     |
| Сценски експеримент | Случајеви                        | Даниил Хармс                            | Југ Марковић                  | Тадија Милетић                              | 2018.     |
| Драма               | Нана                             | Емил Зола                               |                               |                                             | 2019.     |
| Опера               | Тајни брак                       | Ђовани Бертати                          | Доменико Чимароза             | Тадија Милетић                              | 2019.     |
| Оперета             | Весела удовица                   |                                         | Франц Лехар                   |                                             | 2020.     |
| Опера               | Манон Леско                      |                                         | Ђакомо Пучини                 |                                             | 2020.     |

## Фото-галерија
- Зграда Опере и театра Мадленијанум
- Велика сцена Мадленијанума
- Зграда позоришта пре реконструкције